# Turenne, Corrèze
Turenne (occitanska: Torena) är en kommun i departementet Corrèze i regionen Nouvelle-Aquitaine i de centrala delarna av Frankrike. Kommunen ligger  i kantonen Meyssac som tillhör arrondissementet Brive-la-Gaillarde. År 2022 hade Turenne 803 invånare.

## Befolkningsutveckling
Antalet invånare i kommunen Turenne
Referens:INSEE